# Oxyaeida brachyptera
Oxyaeida brachyptera är en insektsart som beskrevs av Miller, N.C.E. 1929. Oxyaeida brachyptera ingår i släktet Oxyaeida och familjen gräshoppor. Inga underarter finns listade i Catalogue of Life.